# Claudine Llop
Claudine Llop, née le 11 novembre 1957 à Albi (Tarn), est une infirmière et coach française.
Elle est l’assistante d'Aurélie Aubert, première française à décrocher une médaille en Boccia lors des Jeux paralympiques.

## Distinctions

### Décorations
Chevalier de la Légion d'honneur (décret du 23 septembre 2024)